# Fidelis Graf
Fidelis Graf (* 4. Juli 1827 in Sigmaringen; † 31. Oktober 1901 ebenda) war Jurist und Mitglied des Deutschen Reichstags.

## Leben
Graf besuchte das Hohenzollern-Gymnasium in Sigmaringen und studierte Rechtswissenschaften an den Universitäten in München und Tübingen. Ab 1857 war er Gerichtsassessor, 1858 Kreisrichter am Kreisgericht Hechingen und der Kreisgerichtskommission in Wald und ab 1879 Amtsgerichtsrat am Amtsgericht Sigmaringen.
Er war Mitglied des Preußischen Abgeordnetenhauses in den Jahren 1866 und 1867 sowie von 1882 bis 1893, jeweils für den Wahlkreis Hohenzollern. Weiter war er Mitglied des Landes-Ausschusses, des Kommunallandtages für die Hohenzollernschen Lande und des Bezirks-Ausschusses.
Von 1884 bis 1893 war er Mitglied des Deutschen Reichstags für den Wahlkreis Hohenzollernsche Lande – Regierungsbezirk Sigmaringen 1 (Sigmaringen, Hechingen) und die Deutsche Zentrumspartei.
In Sigmaringen gibt es eine Fidelis-Graf-Straße.